# Fetoscopia
La fetoscopia è una procedura endoscopica effettuata durante la gravidanza per consentire l'accesso chirurgico al feto, alla cavità amniotica, al cordone ombelicale e alla zona fetale della placenta.

## Storia
Nel 1945, Björn Westin pubblicò uno studio che documentava il suo uso di un panendoscopio per osservare direttamente gli embrioni. Nel 1966, Agüero et al pubblicarono uno studio che utilizzava l'isteroscopia per osservare varie caratteristiche del feto, della cervice e dell'utero. Nel 1972, Carlo Valenti del SUNY Downstate Medical Center registrò una tecnica che chiamò "endoamnioscopia", che consentiva la visualizzazione diretta del feto in via di sviluppo. Gallinat fece il primo tentativo di standardizzare queste tecniche nel 1978.
A causa dell'invasività di queste procedure e dell'elevato rischio che rappresentavano per il feto, furono in gran parte scartati a favore dell'ecografia transvaginale fino agli anni '90. A quel tempo, erano stati sviluppati strumenti più piccoli che riducevano il rischio per il feto e fornivano una visione migliore per il medico. Ciò a sua volta ha permesso lo sviluppo di tecniche per interventi chirurgici come la biopsia. Nel 1993, autori come Cullen, Ghirardini e Reece avevano definito questa tecnica  detta fetoscopia.
Il campo della fetoscopia chirurgica mini-invasiva ha continuato a svilupparsi dagli anni 2000. I medici come Michael Belfort e Ruben Quintero hanno usato la tecnica per rimuovere i tumori e correggere la spina bifida sui feti all'interno dell'utero.

## Descrizione
Viene praticata una piccola incisione di 3-4 mm sull'addome della madre e viene inserito un endoscopio attraverso la parete addominale e l'utero nella cavità amniotica. La fetoscopia consente interventi medici come una biopsia (campione di tessuto) o un'occlusione laser di vasi sanguigni anormali (come il corioangioma) o il trattamento della spina bifida. Il campo della fetoscopia chirurgica è stato sviluppato dal dottor Ruben Quintero.
La fetoscopia viene solitamente eseguita nel secondo o terzo trimestre di gravidanza. La procedura può mettere il feto a maggior rischio di esiti avversi, compresa la perdita del feto o il parto prematuro, quindi i rischi e i benefici devono essere attentamente valutati al fine di proteggere la salute della madre e del feto. La procedura viene generalmente eseguita in sala operatoria da un ginecologo.

## Fetoscopia non chirurgica
La fetoscopia è una procedura chirurgica che può comportare l'uso di un dispositivo a fibre ottiche chiamato fetoscopio. Un po' di confusione potrebbe scaturire dall'uso di certi tipi di stetoscopi, tra cui il corno di Pinard e il Doppler, per monitorare mediante l'ascolto la frequenza cardiaca fetale (FHR). Questi strumenti di diagnostica audio sono anche chiamati "fetoscopi" ma non sono correlati alla fetoscopia.